# Sobór Trójcy Świętej w Słonimie

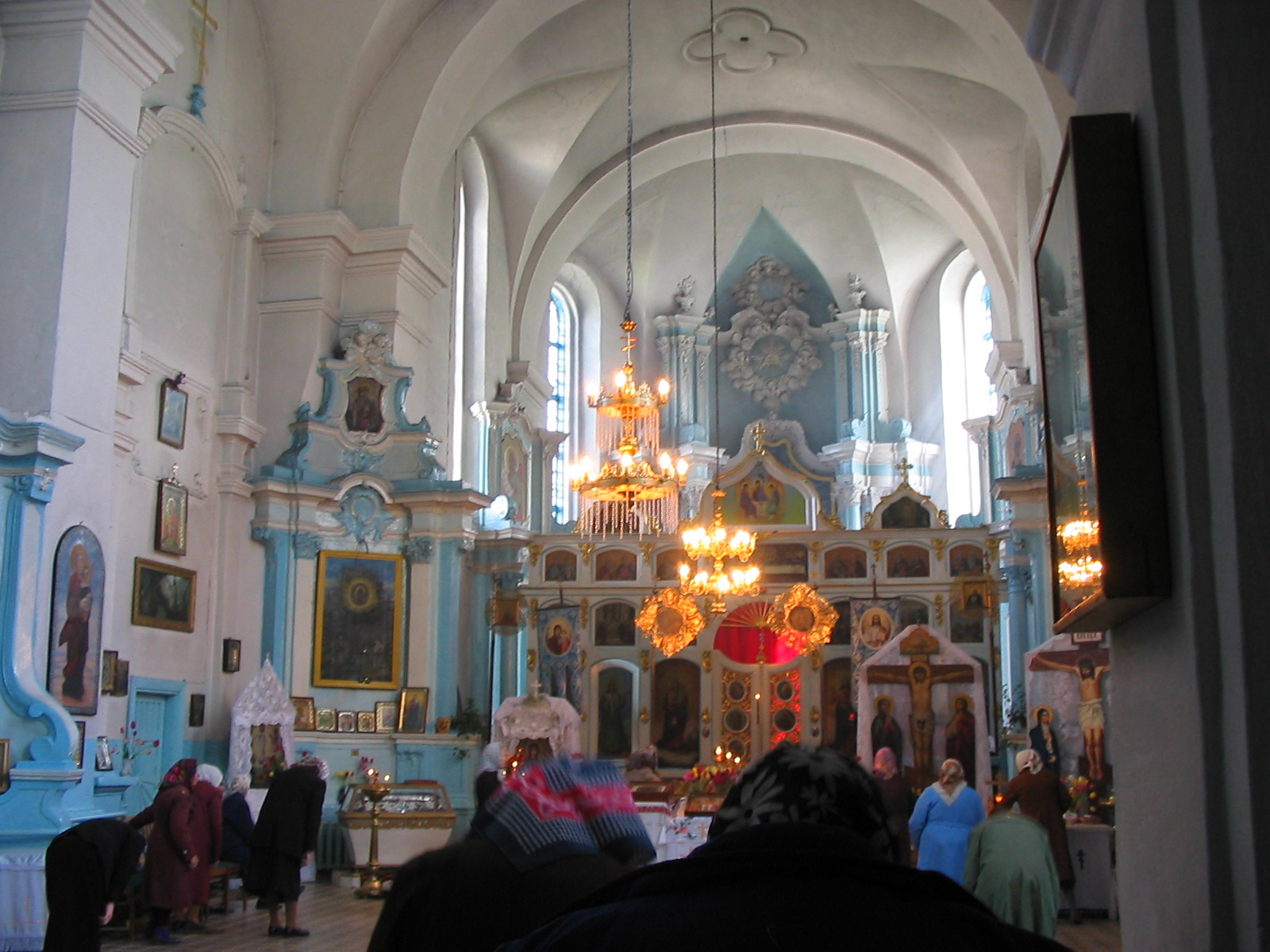
Wnętrze (2004)

Sobór Trójcy Świętej – prawosławny sobór parafialny w Słonimie, w dekanacie słonimskim eparchii nowogródzkiej Egzarchatu Białoruskiego.

## Historia
Na miejscu istniejącego współcześnie (XXI w.) soboru w XVI w. istniała prawosławna drewniana cerkiew, ośrodek kultu ikony św. Antoniego Pieczerskiego. Świątynia ta została odebrana prawosławnym po unii brzeskiej. Na jej miejscu w 1630 Andrzej Radwan ufundował klasztor Bernardynów z kościołem Trójcy Świętej, wzniesiony w latach 1639–1645.
W 1864 klasztor bernardyński został skasowany przez władze carskie, zaś dawny kościół przekazano parafii prawosławnej, zachowując wezwanie Trójcy Świętej. Po I wojnie światowej obiekt został ponownie przekazany katolikom. Funkcjonował jako kościół do II wojny światowej, w czasie której ponownie został przekazany prawosławnym. W 2002 cerkiew otrzymała status soboru.
W 2012 roku wymieniono ośmiospadowe zadaszenie wieży na hełm w formie barokowej, który nawiązywał do zadaszenia z lat 30 i 40 XX w. 27 października 2015 roku hełm zastąpiono cebulastą, pozłacaną kopułą, co zdaniem prezesa Białoruskiego Ochotniczego Towarzystwa Opieki nad Zabytkami Historycznymi i Kulturowymi Antona Astapowicza narusza historyczny wygląd budowli.

## Architektura
Sobór jest budowlą jednonawową, z wydłużonym prezbiterium, do którego przylegają dwie zakrystie. Wejście do świątyni prowadzi przez portal zdobiony półkolumnami. Ściany boczne cerkwi wspierają skarpy. Wieża kościelna jest trójkondygnacyjna – dwie górne kondygnacje skonstruowano na planie ośmioboku, w ich narożach znajdują się ozdobne pilastry. Dolna kondygnacja wieży jest czworoboczna.
We wnętrzu soboru znajduje się czterorzędowy ikonostas. Z pierwotnego, kościelnego wyposażenia przetrwały trzy ołtarze – główny i dwa boczne, z figurami aniołów. Zachowano także osiemnastowieczny chór muzyczny.